# 中心靜脈導管

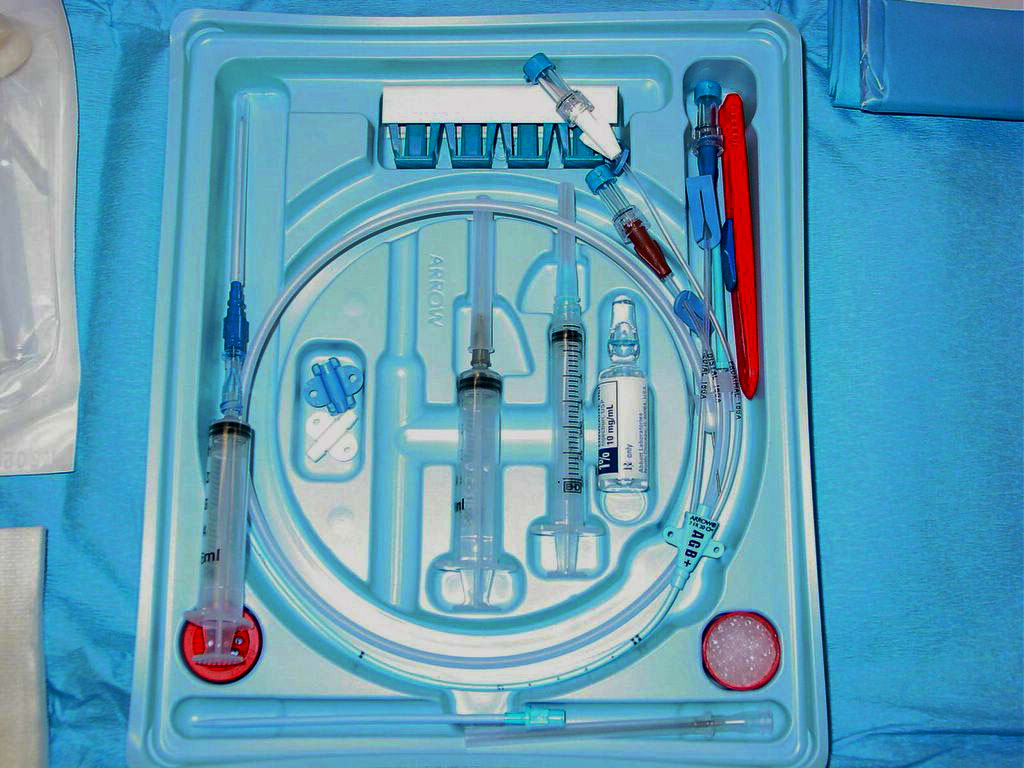
中心靜脈導管組

中心靜脈導管（central venous catheter，CVC）屬於醫用導管的一種，放置於大靜脈中。

## 用途
- 測量中心靜脈壓（central venous pressure, CVP），用以評估循環生理參數，以及估計體液多寡。因為測量CVP這項用途，在台灣醫院常以CVP作為CVC的訛稱。
- 大量而快速的靜脈輸液，常出現在失血量可能較大的手術，或者是急救時維持血壓。
- 長期腸外營養、長期抗生素注射、長期止痛藥注射的給予途徑。
- 對於周邊靜脈（小靜脈）較具刺激性的藥物，改從中心靜脈導管注入。例如：Amiodarone等。
- 血液透析的管道，如血漿置換或洗腎

## 常置入之大靜脈
常置入之大靜脈包括有：
- 頸內靜脈（英语：internal jugular vein）
- 鎖骨下靜脈（英语：subclavian vein）
- 股靜脈（英语：femoral vein）。